# Дареджан Коварная (опера)
«Дареджан Коварная», также «Дареджан Цбиери» (груз. დარეჯან ცბიერის), в первой редакции «Тамара Коварная» (თამარ ცბიერის) — опера грузинского композитора Мелитона Баланчивадзе, написанная в 1926 году.

## История
Баланчивадзе работал над оперой тридцать лет (с 1896 по 1926 год). Отрывки исполнялись в Санкт-Петербурге в 1897 году (с текстом В. Величко на русском языке).
Первое представление оперы состоялось 6 апреля 1926 года в Тбилисском оперном театре. В первой редакции опера носила название «Тамара Коварная», как и поэма Акакия Церетели, послужившая источником её сюжета. Либретто на грузинском языке написал К. Потсхерашвили.
В июне 1926 года представление оперы посетил Иосиф Сталин и во время беседы с Баланчивадзе отметил влияние русских композиторов, особенно Чайковского, на грузинскую музыку.
Показана в Большом театре 10 января 1937 года в рамках декады грузинского искусства в следующем составе: Дареджан — Цомая, Шаратта-Долидзе; Царь — Исецкий, Шарашидзе; Цира — Лолуа, Малькова, Наврузашвили; Гоча — Венадзе, Гамрекели; Нико — Кварелашвили, Кумсиашвили; Шут — Кавсадзе, Сванидзе. Также исполнялась в Ленинграде осенью 1938 года.

## Действующие лица
| Царь Георгий              | бас           |
| Царица Дареджан, его жена | меццо-сопрано |
| Гоча, народный поэт       | баритон       |
| Цира, приближённая царицы | сопрано       |
| Нико, молодой гуриец      | тенор         |
| Министр                   | бас           |
| Шут                       | тенор         |

## Сюжет
Действие происходит в Грузии в XVII веке. Страна разорена царицей Дареджан (в первой редакции — Тамарой), вызывающей всеобщую ненависть. Тщетно пытается Дареджан завоевать любовь народного поэта Гочи — он с негодованием отвергает ее милости. Оскорблённая презрением поэта, царица заточает его в тюрьму. Друг Гочи, молодой гуриец Нико, решает убить царицу, но, поражённый её красотой, роняет кинжал. Невеста Нико Цира пытается сделать то, на что не хватило воли ему самому, но её также бросают в темницу. Смерть угрожает и Цире, и Гоче, хотя царь Георгий не решается казнить любимца народа. Он обещает выполнить любое желание поэта, рассчитывая, что тот попросит сохранить ему жизнь. Поэт отвергает царскую милость, как и Цира. Мужество Гочи потрясает Дареджан, и она раскаивается, выпивает яд и умирает.